# Jean-Baptiste-Henri de Valincour
Jean-Baptiste Henri Du Trousset, sieur de Valincour (ou Valincourt), est un homme de lettres français né à Paris le 1er mars 1653 et mort le 4 janvier 1730.

## Biographie
Jean-Baptiste-Henri de Valincour naît le 1er mars 1653 à Paris.
Par la protection de Bossuet, il fut admis dans la maison du comte de Toulouse et devint secrétaire de la marine puis secrétaire des commandements du prince.
Il fut l'ami du chancelier d'Aguesseau, de Racine et de Boileau. Il succéda à Racine à l'Académie française en 1699 ainsi que comme historiographe du roi Louis XIV. Boileau lui dédia sa 11e satire, « Sur le vrai et le faux honneur ». Il a achevé l'édition des Œuvres de Boileau de 1713. Il fut également membre honoraire de l'Académie des sciences en 1721.
Lui-même a fort peu écrit : il a composé des contes, des fables, des stances, des ouvrages historiques et des traductions, notamment du poète latin Horace. Ses écrits montrent un homme de goût, un critique plein de finesse, bref tous les traits de ce qu'on appelait au XVIIe siècle un honnête homme.
On a souvent loué l'élégance de son caractère et le calme de sa philosophie. On raconte qu'un incendie ayant détruit, en 1726, les 7 000 ou 8 000 volumes de sa riche bibliothèque, parmi lesquels le manuscrit de la Vie de Louis XIV de Racine, il répondit à ceux qui déploraient ce malheur : « Je n'aurais guère profité de mes livres si je ne savais pas les perdre. ».

## Publications
- Lettres à Madame la Marquise *** sur « La princesse de Clèves » , Paris, 1678, in-12 (rééd. 1926).
- Vie de François de Lorraine, duc de Guise, Paris, 1681, in-12.
- Préface du Dictionnaire de l'Académie, 1718.
- Essai d'une traduction d'Horace, Amsterdam, 1727, in-12.
- Traduction en vers de quelques odes d'Horace dans les Menagiana, II.
- Observations critiques sur l'Œdipe de Sophocle.

#### Éditions
- Lettres à Madame la Marquise *** sur le sujet de la Princesse de Clèves (Reprod. en fac-sim.), Publication du groupe d’étude du XVIIe siècle de l’Université Francois Rabelais, Tours, 1972, XIII p., 371 p.

- Lettres à Madame la Marquise *** sur le sujet de la Princesse de Clèves, éd. C.  Montalbetti, Paris, Flammarion 2001, 174 p.
- Lettres à Madame la Marquise *** sur le sujet de la Princesse de Clèves, éd. C. Esmein-Sarrazin dans: Mme de Lafayette, Oeuvres complètes, Paris, Gallimard, coll. Bibliothèque de la Pléiade, 2014, p. 532-610.

#### Études
Par ordre chronologique de publication : 
- Fontenelle, Éloge de M. de Valincourt, dans Histoire de l'Académie royale des sciences - Année 1730, chez Durand, Paris, 1732, p. 117-122 (lire en ligne)
- Jean-Pierre Niceron, Mémoires pour servir à l'histoire des hommes illustres, chez Briasson, Paris, 1733, tome 24, p. 247-253 (lire en ligne)
- Oscar de Vallée, « Valincour et Louis Racine à Fresnes », Le Moniteur universel, n° 241, 29 août 1859.
- « Jean-Baptiste-Henri de Valincour », Gustave Vapereau, Dictionnaire universel des littératures, vol. 2, Paris, Hachette, 1876 [détail des éditions] (lire sur Wikisource).
- A. Monglond, « Dernières années d'un ami de Racine, Valincour et ses lettres au président Bouhier (1725-1730) », Revue d'histoire littéraire de la France, 1924, p. 365-403 et 1925, p. 260-261, consultable sur Gallica.
- Ramsey, Jerome, « Valincour and the critical tradition », in. Modern Philology, vol. 65, no 4, p. 325 - 333, 1968.
- Gérard Genette  « Vraisemblance et motivation », in. Figures II, éd. Seuil, coll. Points, p. 71 - 99, 1969.
- C.-G. Williams, « Valincour », dans Dissertation Abstracts, 32, Ann Arbor, 1971-1972.
- Laugaa, Maurice, Lectures de Madame de Lafayette, Armand Colin, coll. U², 1971.
- Cardinal Georges Grente (dir.), Dictionnaire des lettres françaises : le  XVIIIe siècle, nouvelle édition revue et mise à jour sous la direction de François Moureau, Paris, Fayard, p. 1312, 1995.
- Merlin-Kajman, Hélène, Public et Littérature en France au XVIIe siècle, éd. Belles-Lettres, coll. Histoire, 2001.